# Matjaž Zajec
Matjaž Zajec, slovenski filmski kritik in scenarist, * 27. avgust 1945, Ljubljana, † 16. februar 2024, Ljubljana.

## Življenje in delo
Na ljubljanski Visoki šoli za politične vede je študiral novinarstvo. O filmu je od 1966 pisal za oddajo Gremo v kino Radia Ljubljana, zatem za Mladino in se tam tudi zaposlil ter bil od 1973-1976 odgovorni oziroma glavni urednik. Od konca šestdesetih pa do osemdesetih let 20. stoletja je sodeloval pri Ekranu. Pisal je scenarije za kratke (Cukrarna) in celovečerne filme (Prestop). V letih 1980−1983 je bil na TV Ljubljana urednik otroškega in mladinskega sporeda, nato je delal v uredništvu filmskega sporeda.
Bil je eden izmed 571. podpisnikov Peticije zoper cenzuro in politične pritiske na novinarje v Sloveniji.

## Filmografija
- Scenarij
  - Fatamorgana (1968)
  - Putka (1969)
  - Rekreacija (1971)
  - Cukrarna (1972)
  - Prestop (1980)
- Avtor filmske zgodbe
  - Begunec (1973)